# Dennewitz
Dennewitz est un village d'Allemagne, dans le Brandebourg, près de Potsdam.
Le village est le lieu d'une bataille en 1813 où le général prussien Bülow et le maréchal Bernadotte y défirent le maréchal Ney.